# Lipa (Końskie)
Pour les articles homonymes, voir Lipa.
Lipa est une localité polonaise de la gmina de Ruda Maleniecka, située dans le powiat de Końskie en voïvodie de Sainte-Croix.